# 짐 월버그
제임스 월버그(James M. Wahlberg, 1965년 8월 19일 ~ )는 미국의 영화 프로듀서이자 작가이다.

## 참여 작품
- 이프 온리 (영화)